# William Wellesley, 3. hrabě z Morningtonu
William Wellesley–Pole, 3. hrabě z Morningtonu (William Wellesley–Pole, 3rd Earl of Mornington, 3rd Viscount Wellesley, 4th Baron Mornington, 1st Baron Maryborough) (20. května 1763, Dangan Castle, Irsko – 22. února 1845, Londýn, Anglie) byl britský politik, starší bratr maršála Wellingtona. Byl dlouholetým poslancem Dolní sněmovny a zastával řadu státních úřadů ve správě Irska. Později byl i členem britské vlády a zastával vysoké hodnosti u dvora. V roce 1821 s titulem barona vstoupil do Sněmovny lordů, později po starším bratru Richardovi zdědil titul hraběte z Morningtonu.

## Životopis

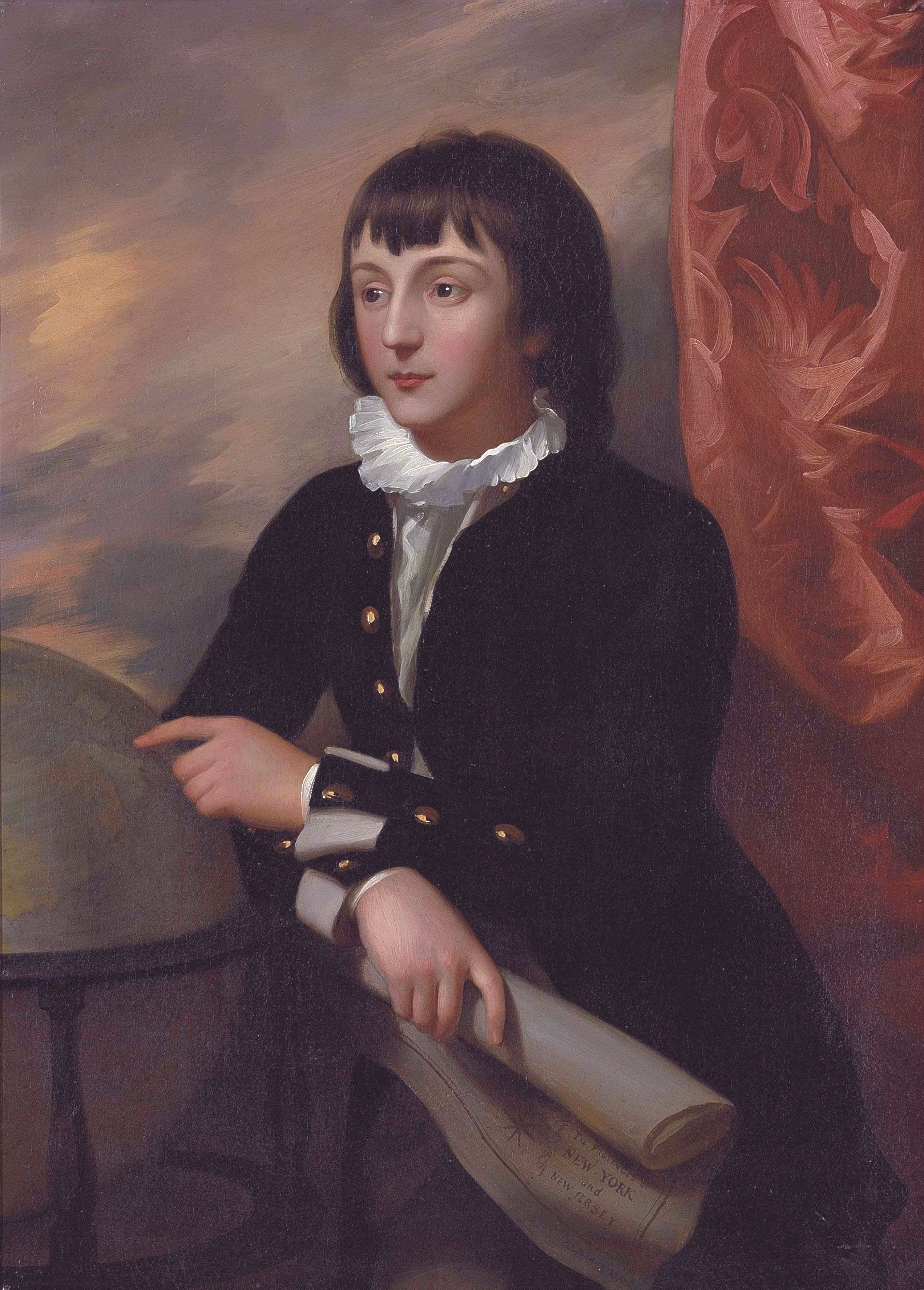
William Wellesley v dětském věku (Benjamin West, 1777)

Pocházel ze šlechtického rodu Wellesleyů, narodil se na hlavním sídle Dangan Castle v Irsku jako druhorozený syn 1. hraběte z Morningtonu. Studoval v Etonu, v letech 1776–1782 sloužil u královského námořnictva, v roce 1779 se zúčastnil bitvy u Grenady. V letech 1783–1790 byl poslancem irského parlamentu, poté vstoupil jako poslanec do Dolní sněmovny (1790–1795 a 1801–1821). Do parlamentu a později i ke státním úřadům se dostal díky přátelství svého staršího bratra Richarda s premiérem Williamem Pittem. V letech 1802–1806 a 1807 působil v úřadu generálního polního zbrojmistra, poté byl prvním tajemníkem admirality (1807–1809). V roce 1809 byl jmenován členem Tajné rady v Anglii a Irsku a v letech 1809–1812 byl v Percevalově vládě státním sekretářem pro Irsko (starší bratr Richard byl tehdy ministrem zahraničí) V letech 1811–1812 byl souběžně kancléřem pokladu v Irsku a v roce 1812 krátce lordem pokladu na ministerstvu financí. V letech 1814–1823 zastával nižší post nejvyššího mincmistra (Master of the Mint). V roce 1821 získal titul barona a vstoupil do Sněmovny lordů. U dvora zastával funkci nejvyššího lovčího (Master of the Horse, 1823–1830) a v roce obdržel hannoverský Řád Guelfů. Nakonec byl v první Peelově vládě generálním poštmistrem (1834–1835; v této vládě byl jeho mladší bratr Arthur ministrem zahraničí). V roce 1842 po bratru Richardovi zdědil titul hraběte z Morningtonu (hraběcí titul platil pouze pro Irsko, takže v Horní sněmovně zasedal nadále s titulem barona Maryborougha, který získal již v roce 1821.

## Rodina

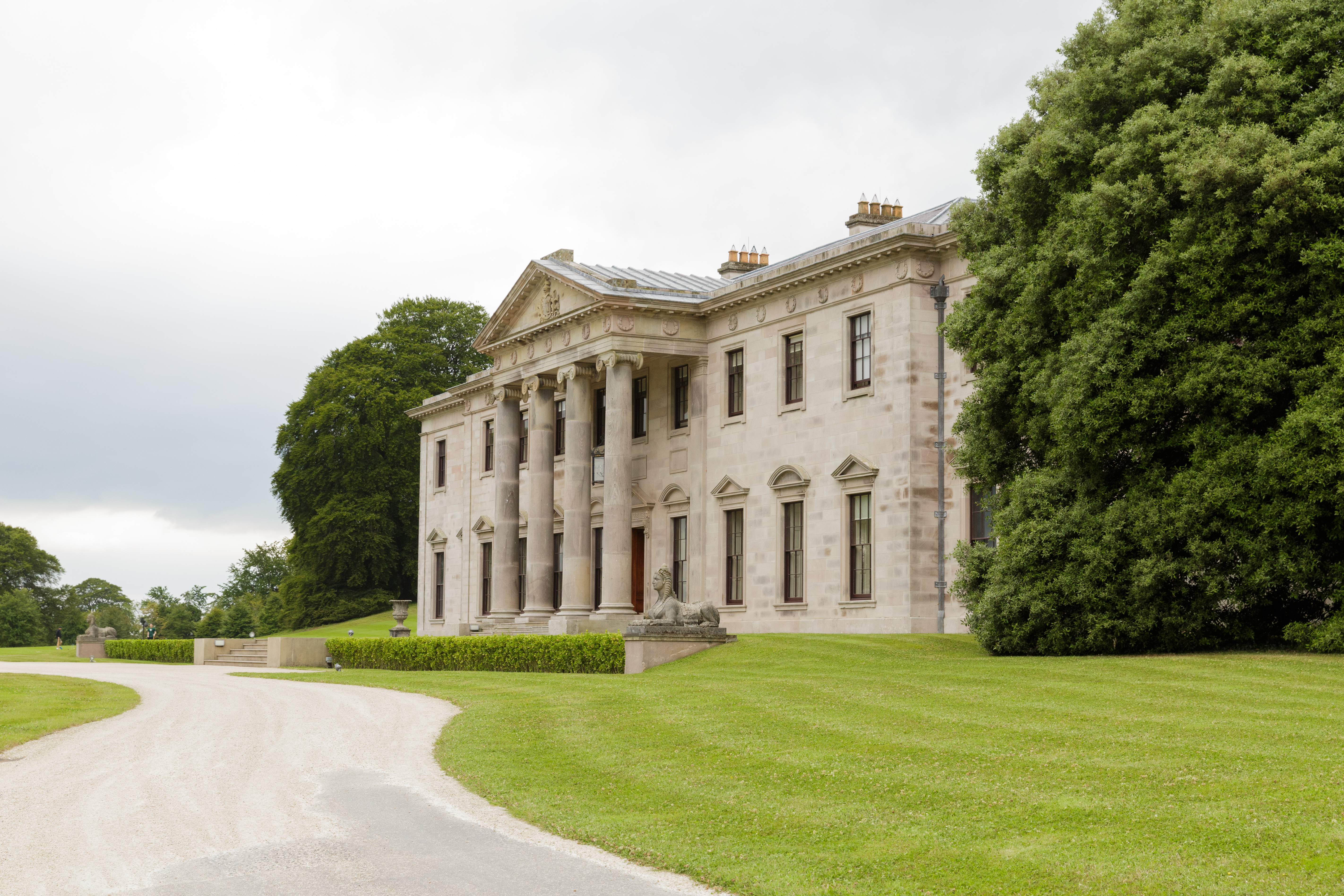
Zámek Ballyfin House (hrabství Laois, Irsko, sídlo Williama Wellesleye v letech 1781–1813

V roce 1781 po svém bratranci Siru Williamovi Pole zdědil statky v Irsku a usadil se na zámku Ballyfin House, současně přijal příjmení Pole (uváděn různě jako Wellesley–Pole nebo Pole–Wellesley). Zámek Ballyfin House prodal v roce 1813. V roce 1784 se oženil s Catherine Forbes (1760–1851), dcerou admirála Johna Forbese. Měli spolu čtyři děti:
- Mary Charlotte (1786–1845), manžel 1806 Sir Charles Bagot (1781–1843), vyslanec v USA, generální guvernér Kanady
- William Pole–Wellesley (Tylney–Long–Pole–Wellesley), 4. hrabě z Morningtonu (1788–1857), poslanec Dolní sněmovny, dědic hraběcího titulu 1845
- Emily Harriet (1792–1881), manžel 1814 Fitzroy Somerset, 1. baron Raglan (1788–1855), polní maršál
- Priscilla Anne (1793–1879), manžel 1811 John Fane, 11. hrabě z Westmorlandu (1784–1859), generál, diplomat